# Guntamadu, Yelbarga
Guntamadu là một làng thuộc tehsil Yelbarga, huyện Koppal, bang Karnataka, Ấn Độ.